# Rakops
Rakops, também conhecida como Tsienyane, é uma vila localizada no Distrito Central em Botswana. Possuía, em 2011, uma população estimada de 6 396 habitantes.